# Via Blanca

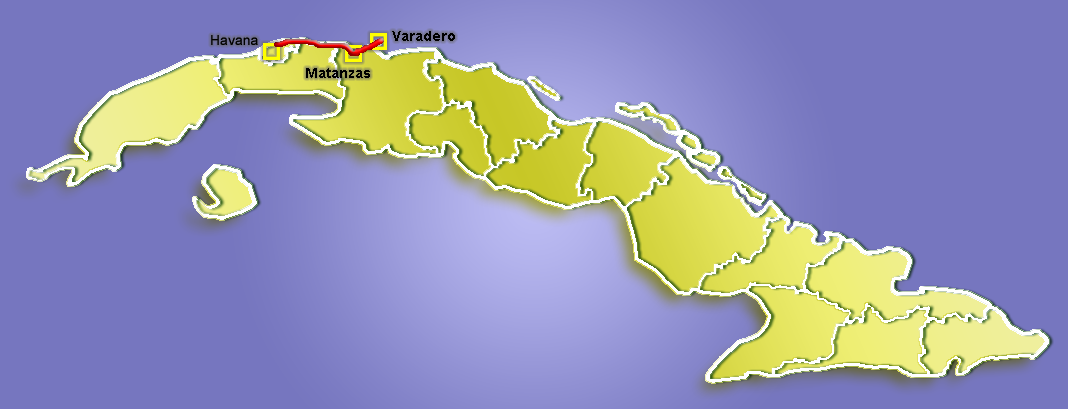
La Via Blanca sur la carte de Cuba.

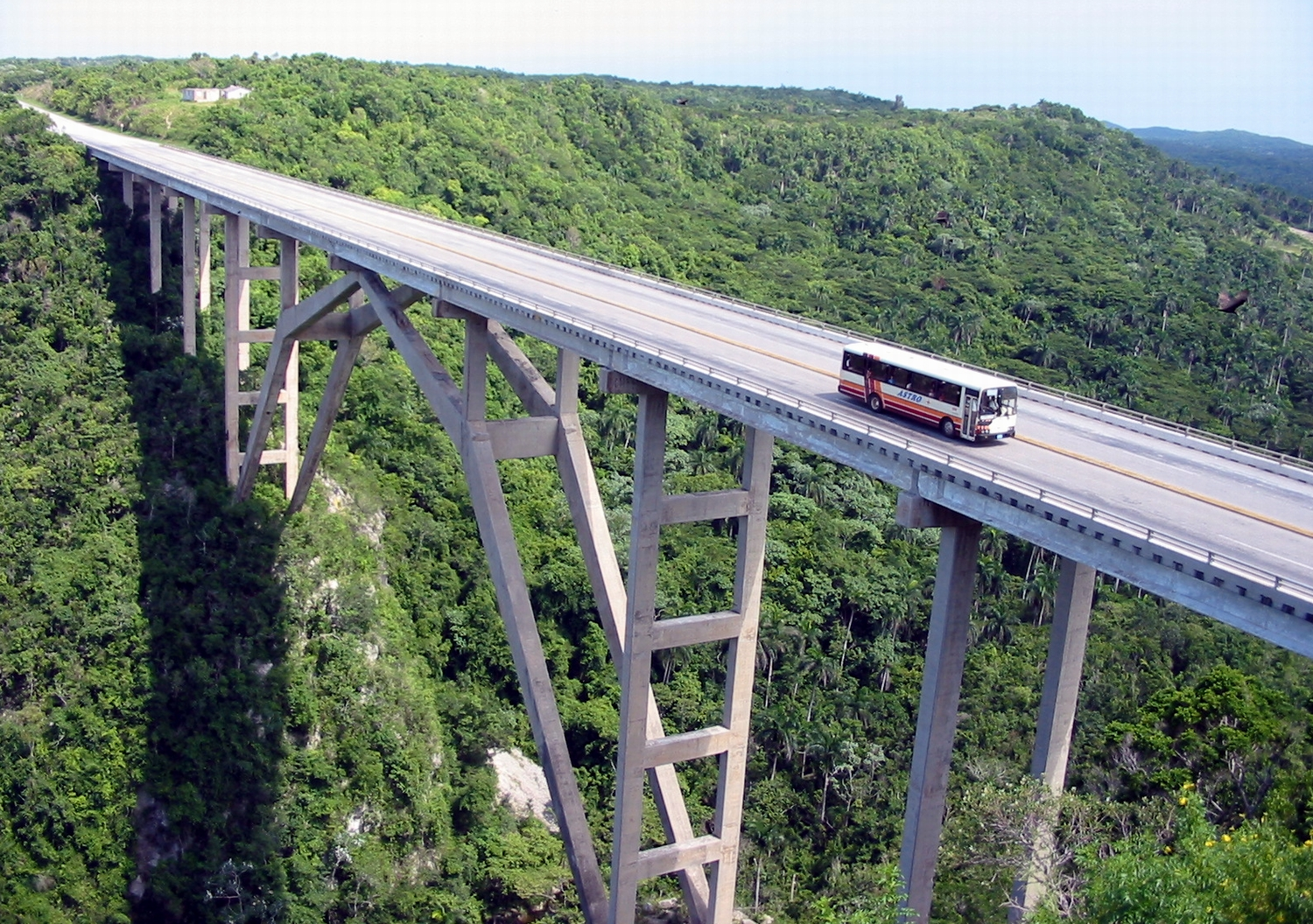
Le pont de Bacunayagua.

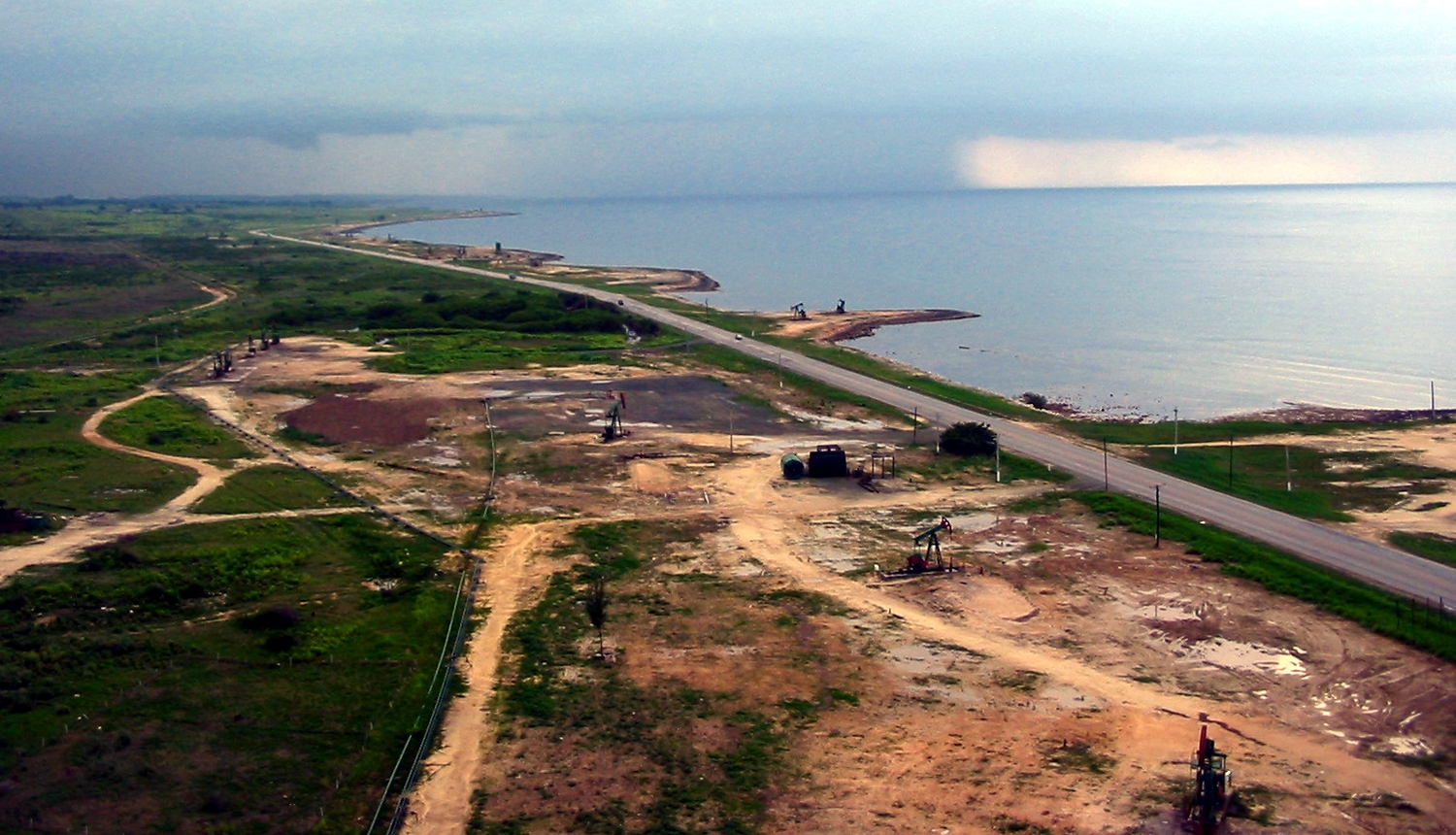
La route traversant les champs pétrolifères de Boca de Jaruco

La Via Blanca (en espagnol : Vía Blanca) est une route du nord de Cuba, qui relie la capitale La Havane d'abord à Matanzas, puis vers l'est à la station balnéaire de Varadero.

## Description
La Via Blanca est principalement une route à quatre voies et certaines sections sont formées de deux chaussées séparées. Orientée est-ouest, elle est longue de 85 km entre La Havane et Matanzas, et traverse la ville de Santa Cruz del Norte. Une deuxième section longue de 53 km continue vers l'est jusqu'à Varadero, à l'extrémité nord de la péninsule de Hicacos. La section Matanzas – Varadero est à péage. Sur la plus grande partie de son trajet, la Via Blanca longe le littoral du détroit de Floride.
La Via Blanca est une des routes les plus fréquentées de Cuba, car elle relie les deux principales destinations touristiques du pays : La Havane et Varadero.
La construction de la route commença en 1945. Le pont de Bacunayagua, qui franchit la vallée encaissée de Yumuri, à 18 km à l'ouest de Matanzas, fut mis en service le 26 septembre 1959. Cet ouvrage d'art est le plus haut pont de Cuba.

## Parcours
La Via Blanca commence à la Ciudad Deportiva, au sud-ouest de La Havane, et traverse la banlieue sud de la ville avant de traverser la Via Monumental à La Habana del Este. D'ouest en est, la Via Blanca dessert ensuite :
- La station balnéaire de Tarara
- La plage de Santa María del Mar
- La station balnéaire de Guanabo
- Les champs pétrolifères de Boca de Jaruco
- La ville de Santa Cruz del Norte
- La plage et le village de Jibacoa
- Le Mirador de Bacunayagua, qui offre un point de vue sur le plus haut pont de Cuba
- La ville de Matanzas
- Les grottes de Bellamar, près de Matanzas
- La rivière Canímar
- L'aéroport Juan Gualberto Gómez
- La station balnéaire de Varadero (plages de sable blanc et complexes hôteliers « tout compris »).

## Source
- (en) Cet article est partiellement ou en totalité issu de l’article de Wikipédia en anglais intitulé « Vía Blanca » (voir la liste des auteurs).